# Szigorúan piszkos ügyek
A Szigorúan piszkos ügyek (eredeti cím: Mou gaan dou, hagyományos kínai:無間道, egyszerűsített kínai:无间道) egy 2002-ben bemutatott hongkongi krimi-thriller film. Rendezője Andrew Lau és Alan Mak, főszereplői Andy Lau, Tony Leung Chiu-wai és Anthony Wong. 2003-ban készült el a film két folytatása is, a Szigorúan piszkos ügyek 2. és Szigorúan piszkos ügyek 3.. 2006-ban Martin Scorsese rendezett egy amerikai remake-et A tégla címmel.

## Cselekmény
|  | Alább a cselekmény részletei következnek! |

Két tábor, a bűnöző Triádok és a rendőrség párharca áll a cselekmény középpontjában azzal a csavarral, hogy mindketten beépítik saját emberüket az ellentáborba, akik révén remélik olyan információhoz juthatnak, amely helyzeti előnyhöz segíti őket. Ming tizennyolc éves kora óta a Triád megbízásából tevékenykedik, a rendőrségre is azért lép be, hogy onnan segítsen a szervezetnek információkhoz jutni, mire készülnek a rendőrök velük szemben. Ming a Triádról szerzett tudásával hamar vezető beosztásba kerül, így még könnyebben tudja teljesíteni vállalását. Ugyanekkor Yan fedett nyomozóként épül be a Triádba, hogy minél többet tudjon meg a szervezetről, és lebuktassa a szervezet főnökét. Ennek érdekében szinte senki nem ismeri Yan valódi identitását, aki egy évtized alatt a szervezet legbelső köreibe kerül. A történet onnantól kezd el bonyolódni, amikor mindkét fél sejteni kezdi, hogy besúgó van a szervezetében...

## Szereplők
- Andy Lau – Lau Kin-Ming (Papp Dániel)
- Tony Leung Chiu-wai – Chan Wing-Yan (Hujber Ferenc)
- Anthony Wong – Wong Chi-Shing (Gruber Hugó)
- Eric Tsang – Hon Sam (Berzsenyi Zoltán)
- Chapman To – Tsui Wai-Keung (Breyer Zoltán)
- Gordon Lam – B felügyelő (?)
- Kelly Chen – Dr. Lee Sum-Yee (?)
- Sammi Cheng – Mary (Törtei Tünde)
- Berg Ng – Cheung felügyelő (?)
- Dion Lam – Del Piero (Incze József)
- Edison Chen – fiatal Lau Kin-Ming (Papp Dániel)
- Shawn Yue – fiatal Chan Wing-Yan (Hujber Ferenc)
- Elva Hsiao – May (Mics Ildikó)

További szereplők: Albert Gábor, Bolla Róbert, Faragó András, Fehér Péter, Forró István, Garamszegi Gábor, Kajtár Róbert, Katona Zoltán, Lux Ádám

## Fogadtatás
A Szigorúan piszkos ügyek 2002-ben a legnagyobb hongkongi kasszasiker volt,  nagyon jól teljesített a 2002-es Hong Kong Film Awards díjkiosztásán, ahol kilenc jelölés mellett hét díjat nyert, köztük a legjobb film díját is, melyet a Hős című film elől vitt el. A Golden Horse Awards díjkiosztó gálán tizenkét jelölést mondhatott magáénak, melyből hatot megnyert.
Az Empire magazin 2010-es a világ 100 legjobb filmje összeállításában a 30. helyre sorolta. A Rotten Tomatoes kritikákat összesítő weboldalon 95%-os értékelést kapott.
A PORT.hu kritikájában a filmben „felhalmozott macsó vonzerőt” emeli ki. A kritika írója szerint Tony Leung Chiu-wai jobb alakításokat is nyújtott már a Szerelemre hangolva vagy a Csungking expressz című filmjeiben, de még így is a film legérdekesebb karaktere.